# Jogos Mundiais de Praia de 2019
Os Jogos Mundiais de Praia de 2019, a primeira edição dos Jogos Mundiais de Praia, foi um evento multiesportivo, organizado pela Associação dos Comitês Olímpicos Nacionais. Eles foram sediados em Doha, no Qatar, de 12 a 16 de Outubro de 2019.

## País anfitrião
Em 30 de outubro de 2015 a cidade de San Diego, nos Estados Unidos, foi aprovada, por unanimidade, como anfitriã da primeira edição dos Jogos Mundiais de Praia na Assembleia Geral da Associação dos Comités Olímpicos Nacionais em Washington D.C..Sarasota, Sochi, Dubai e uma cidade na República Popular da China foram as outras cidades candidatas que fizeram lances para sediar os jogos.
Os jogos foram originalmente agendados para 29 de setembro de 2017 a 9 de outubro de 2017. No entanto, em agosto de 2016, foi anunciado que o evento seria adiado para 2019.
A princípio, os jogos estavam agendados para 9 de outubro a 15 de outubro de 2019.
Devido a problemas com angariação de fundos privados para a realização dos jogos, a cidade de San Diego abdicou da realização dos Jogos e foi substituída pela cidade de Doha, no Qatar.

## Modalidades
Esse evento multiesportivo vai contar com 17 modalidades, sendo dessas 6 na praia, 6 na água e 5 esportes de ação:
| - Handebol de Praia - Caratê (apenas eventos do Kata) - Futebol de Praia - Tênis de Praia - Vôlei de Praia 4x4 - Wrestling de Areia | - Kite surfe - Águas abertas - Longsurfe - Shortsurfe - Wakeboard - Esqui aquático | - Aquathlon - 3x3 Basquete - Boulder - BMX freestyle - Skate |